# Pierre-Alexandre Le Camus
Pour les articles homonymes, voir Le Camus.
Pierre-Alexandre Le Camus, comte de Fürstenstein né le 17 novembre 1774 en Martinique et mort le 30 novembre 1824 au château du Grand-Chesnay, est un homme politique français.

## Biographie
Pierre-Alexandre Le Camus, créole de la Martinique rencontra, vers 1805, Jérôme Bonaparte au moment où ce dernier fit une escale forcée sur l'île, atteint par la fièvre jaune.
Le Camus ne quitta dès lors plus son maître : ce dernier se l'attacha, d'abord comme secrétaire particulier, puis, devenu roi de Westphalie, le fit son ministre secrétaire d'État et des Relations extérieures ainsi que son favori.
Sa présence était « presque nécessaire au Roi pour s'endormir » selon l'ambassadeur de France Reinhard.

Tout ceci provoqua la colère de l'Empereur, qui écrivit à son frère (le 4 janvier 1808) : 

« Je vois que vous avez le projet de donner la terre de Fürstenstein (de) et 40 000 livres de rente au sieur Lecamus. Je ne connais rien de plus insensé… Qu'a fait le sieur Lecamus ? il n'a rendu aucun service à la patrie ; il en a rendu à votre personne… Depuis que je règne, je n'ai pas conçu un acte d'un pareil arbitraire. J'ai plus de dix hommes qui m'ont sauvé la vie, auxquels je ne fais que 600 francs de pension. J'ai des maréchaux qui ont gagné dix batailles, qui sont couverts de blessures et qui n'ont pas la récompense que vous donnez au sieur Lecamus. Il est donc indispensable que vous reveniez sur cette mesure… (ou alors il faut) que le sieur Lecamus renonce au caractère de citoyen français… »

Ne pouvant prononcer l’allemand, l'impétrant se nommait lui-même « comte de Furchetintin ». Non seulement « Furchetintin » conserva son titre et son domaine, mais Napoléon consentit à le faire comte de l'Empire (17 avril 1812).
Son portrait fut réalisé, en 1810, par  Louis-François Aubry (collection particulière).

## Titres
- Comte de Fürstenstein (14 décembre 1807[2], par diplôme de Jérôme Bonaparte, roi de Westphalie) ;
- Comte de Fürstenstein et de l'Empire (lettres patentes du 17 avril 1812) ;

Le titre de comte de Fürstenstein (du nom du château de Fürstenstein (de), à Albungen (de)), fut confirmé à titre personnel le 27 janvier 1840, puis par diplôme du roi de Prusse le 30 août 1864.

## Distinctions
| Ordre de la Couronne de Westphalie | Ordre de Saint-Hubert (Bavière) | Ordre de l'Éléphant (Danemark)     | Ordre royal de Hollande |
| Ordre de l'Aigle noir (Prusse)     | Ordre des Séraphins (Suède)     | Ordre de l'Aigle d'or (Wurtemberg) |                         |

 Royaume de Westphalie
- Grand-commandeur de l'ordre de la Couronne de Westphalie (15 août 1810), faisant provisoirement les fonctions de grand-chancelier[3] ;

 Royaume de Bavière
- Ordre de Saint-Hubert (Bavière)[3] ;

 Royaume de Danemark
- Ordre de l'Éléphant[3] ;

 Royaume de Hollande
- Grand cordon de l'ordre royal de Hollande[4] ;

 Royaume de Prusse
- Ordre de l'Aigle noir[3] ;

 Royaume de Suède
- Ordre des Séraphins[3] ;

 Royaume de Wurtemberg
- Ordre de l'Aigle d'or[3] ;

## Armoiries
| Figure | Blasonnement |
|        | Le Camus de Fürstenstein Écartelé: aux 1 et 4, contre-écartelé de sable et d'argent (Diede de Fürstenstein); au 2, de gueules, au cheval galopant d'argent (Westphalie); au 3, d'azur, à une tour d'argent, ouverte du champ, sommée d'un bâton sortant des créneaux en barre à senestre, auquel est suspendu une pierre avec une corde. Sur le tout de Le Camus qui est d'azur à une ancre sans trabe d'argent, posée en bande. SupportsDeux chevreuils d'argent. |
|        | Armes du comte de Fürstenstein et de l'Empire Écartelé : au 1er des comtes ministres des puissances confédérés ; au 2e de gueules au cheval cabré d'argent ; au 3e de gueules au phare d'argent soutenu d'un rocher du même, issant d'une mer d'azur ; au 4e, contre-écartelé de sable et d'argent ; sur-le-tout, d'azur à une ancre en barre d'argent., - Livrées : les couleurs de l'écu.                                                                        |
|        | Confirmation du titre de comte, 30 août 1864) Écartelé: aux 1 et 4, contre-écartelé de sable et d'argent (Diede de Fürstenstein); aux 2 et 3, de gueules, au cheval galopant d'argent (Westphalie). Sur le tout d'azur à une ancre sans trabe d'argent, posée en bande (Le Camus). TimbresTrois casques couronnés. |

## Ascendance et postérité
Le comte de Fürstenstein était le fils de Pierre-Timothée Le Camus (° vers 1738 Heuilley-Cotton (Marne) † 22 octobre 1810 Fort-Royal, Martinique), procureur  au conseil souverain  de la Martinique, et de Rose Dorothée Baylies Dupuy.
- Il épousa, le 12 juin 1809, avec Adélaïde, comtesse de Hardenberg, dame de la cour de Louise de Prusse, dont il a :
  - Adélaïde Maria Lysinca (10 janvier 1816 1900), mariée, le 10 juin 1841, avec Ludwig, comte von der Asseburg-Falkenstein (de) ;
  - Adolphe Charles Alexandre (né le 8 mars 1818), 2e comte de Furtenstein (par diplôme du roi de Prusse le 30 août 1864), major au service de Prusse, marié, le 2 octobre 1862 avec Elisabeth Marie Charlotte Louise von Watzdorff, dont :
    - Victoria (née le 11 septembre 1863), mariée, le 19 novembre 1885, avec Henri XXVI (1857-1913), prince Reuß zu Köstritz, dont postérité ;
    - Frédéric-Guillaume (né le 30 novembre 1867) ;
    - Alexandre (né le 6 janvier 1869).

Le comte de l'Empire avait un frère qui a laissé postérité et deux sœurs, dont l'aînée, Claire Adélaïde Le Camus (27 mars 1789 Fort-Royal, Martinique 19 janvier 1874 Paris), veuve de Joseph Antoine Morio de Marienborn (1771-1811), général de division au service du roi de Westphalie, épousa Guy-Victor Duperré, dont postérité.